# 竪小路
竪小路（たてこうじ）は、山口県山口市上竪小路地区、下竪小路地区及びその周辺（市街地中心部の一の坂川左岸一帯）を指す地名。古くからの町並が残り、山口市の観光スポットの一つとなっている。

## 地理
一の坂川左岸に位置しており、西の京と言われた山口にあって、室町時代に大内氏が京都に見立てて整備した町並みが多く残るエリアである。

## 歴史
江戸時代は萩往還として機能しており、参勤交代の際に利用されていた。

## 周辺名所
- 昭ちゃんコロッケ株式会社
- 山口市菜香亭
- 八坂神社
- 今八幡宮
- 豊榮神社・野田神社
- 雲谷庵
- 山口ふるさと伝承総合センター
- 三隅勝栄堂(和菓子店)
- 風月堂
- 十朋亭

## 交通アクセス
- 山口線上山口駅から徒歩
- 山口市コミュニティバス大内ルート利用